# 비르와 자라
《비르와 자라》(힌디어: वीर-ज़ारा)는 2004년 개봉한 인도의 로맨틱 드라마 영화이다. 야시 초프라가 감독을, 아디탸 초프라가 각본을 맡았다. 2005 필름페어상 작품상 수상작이다.

## 출연

### 주연
- 샤룩 칸
- 쁘리티 진따

### 조연
- 라니 무케르지
- 마노즈 바즈빠이
- 아미타브 밧찬
- 헤마 말리니

## 기타
- Line PD: 산자이 시발카르
- Line PD: 파담 부샨
- 의상: 만디라 슈클라
- 의상: 매니쉬 말호트라